# Ñiquen
Ñiquen är en kommun i Chile.   Den ligger i provinsen Provincia de Ñuble och regionen Región del Biobío, i den södra delen av landet, 300 km söder om huvudstaden Santiago de Chile.
Trakten runt Ñiquen består till största delen av jordbruksmark. Runt Ñiquen är det ganska tätbefolkat, med 67 invånare per kvadratkilometer.